# 安広欣記
安広 欣記（やすひろ よしのり、1936年 - ）は、日本の新聞記者。元民社党顧問。現在は政治評論家。
山口県大島郡周防大島町出身、千葉県野田市在住。

## 経歴
山口県立柳井高等学校卒業。慶應義塾大学経済学部卒業。読売新聞入社、甲府支局に配属。
読売新聞東京本社で政治部勤務となり、四度の首相官邸詰めをはじめ国会デスク、各政党、外務省、大蔵省、厚生省、労働省などを担当。
1982年夏、読売新聞を政治部次長を最後に退職。

## 政治活動
- 1983年6月　第13回参議院議員通常選挙（山口選挙区）民社党公認、落選　113,358票
- 1983年12月　第37回衆議院議員総選挙（旧山口1区）民社党公認、落選　37,376票
- 1986年7月　第38回衆議院議員総選挙（旧山口1区）民社党公認、落選　30,411票
- 1990年2月　第39回衆議院議員総選挙（旧山口2区）民社党公認、落選　48,376票

## 現在の役職等
- 日本アフリカ開発協会専務理事
- 国際連合国際技術開発交流会顧問広報企画
- 宣伝会議編集・ライター養成講座講師